# St. Salvator (Scherndorf)

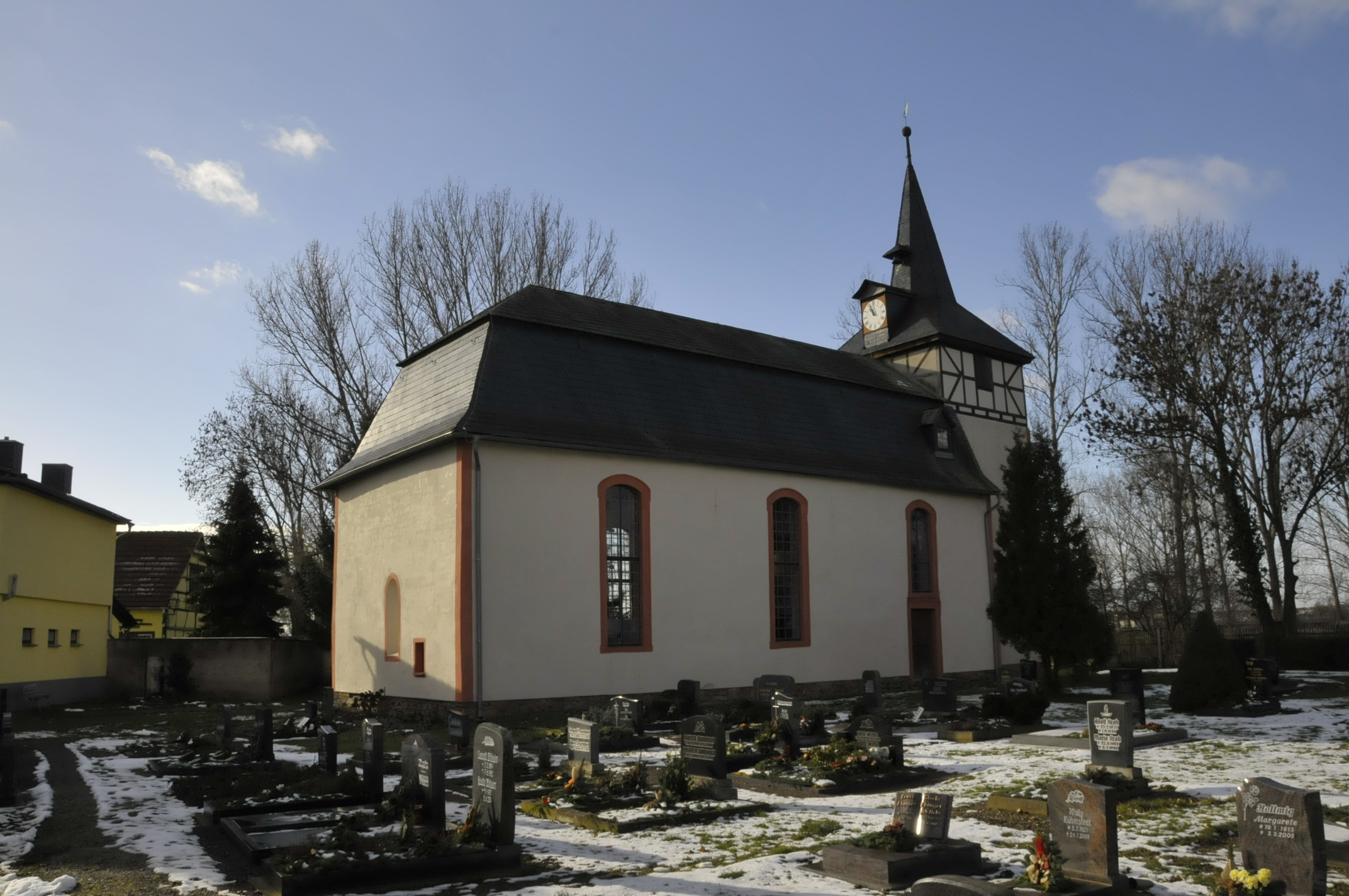
St. Salvator

Die evangelisch-lutherische, denkmalgeschützte Kirche St. Salvator steht in Scherndorf, einem Ortsteil der Stadt Weißensee im Landkreis Sömmerda in Thüringen. St. Salvator gehört zur Kirchengemeinde RG Weißensee des Pfarrbereichs Kindelbrück-Weißensee im Kirchenkreis Eisleben-Sömmerda der Evangelischen Kirche in Mitteldeutschland.

## Beschreibung
Die Saalkirche wurde am Anfang des 18. Jahrhunderts gebaut. Der Kirchturm im Westen stammt vom Vorgängerbau. Das Langhaus ist mit einem Mansarddach bedeckt. 1821 wurde das oberste Geschoss des Turms aus Fachwerk errichtet, wie der Wetterfahne zu entnehmen ist. Darauf sitzt der Stumpf eines schiefergedeckten Pyramidendachs, das sich in einem achtseitigen, spitzen Helm fortsetzt.
Der Innenraum hat dreiseitige, zweigeschossige Emporen. Deren Brüstungen sind mit alt- und neutestamentarischen Szenen bemalt. Der Kanzelaltar stammt aus der Erbauungszeit der Kirche. Er ist mit großen, geschnitzten Statuen von Jesus Christus und Mose versehen. Über der Kanzel und den beiden seitlichen Durchgängen befinden sich kleine Gemälde. Das Gemälde vom Abendmahl Jesu aus dem 17. Jahrhundert stammt entweder von einem Altarretabel oder einem Epitaph.
Die Orgel mit 13 Registern, verteilt auf 2 Manuale und Pedal, wurde 1898 von Friedrich Petersilie gebaut.